# Ol Ravy
Ol Ravy (tiếng Khmer: អ៊ុល រ៉ាវី sinh ngày 15 tháng 8 năm 1993) là một cầu thủ bóng đá người Campuchia thi đấu cho National Police Commissary ở Giải bóng đá vô địch quốc gia Campuchia và also Đội tuyển bóng đá quốc gia Campuchia.

## Sự nghiệp quốc tế
Anh ra mắt lần đầu cho đội tuyển quốc gia ở trận giao hữu trước Ấn Độ vào ngày 22 tháng 3 năm 2017.